# Happy⇔Lucky X'mas♪
『Happy⇔Lucky X'mas♪』（はっぴーらっきーくりすます）は、榊原ゆいの24作目のシングル。2009年12月18日にLOVE×TRAX☆Recordsよりリリースされた。自身初となるクリスマスソング。このシングルの発売に際し、2009年12月23日にコミックとらのあな秋葉原店Aでサイン会が行われた。

## 収録曲
1. Happy⇔Lucky X'mas♪
  - 作詞・作曲：榊原ゆい、編曲：不知火つばさ
2. I remembers
  - 作詞・作曲：榊原ゆい、編曲：原田勝通
3. Happy⇔Lucky X'mas♪（Instrumental）
4. I remembers（Instrumental）